# Jaap Eden Trofee 1983
12e Jaap Eden Trofee 1983 was een schaatsmarathon. Het is de elfde editie van de Jaap Eden Trofee die werd gehouden op zaterdag 5 november 1983 en plaatsvond op de Jaap Edenbaan in Amsterdam. Er was nog geen editie voor de vrouwen. De winnaar van de elfde editie was Jos Pronk, het zilver was voor Lex Cazemier en het brons voor Dries van Wijhe.

## Podia
| Klasse             | Eerste    | Tweede       | Derde           |
| ------------------ | --------- | ------------ | --------------- |
| Top-divisie mannen | Jos Pronk | Lex Cazemier | Dries van Wijhe |

## Uitslag Top-divisie mannen[1]
| #      | Rijder          | Nationaliteit | Ploeg | Ronde |
| ------ | --------------- | ------------- | ----- | ----- |
| Goud   | Jos Pronk       | Nederland     |       |       |
| Zilver | Lex Cazemier    | Nederland     |       |       |
| Brons  | Dries van Wijhe | Nederland     |       |       |
| 4      | Wim Vos         | Nederland     |       |       |
| 5      | Co Giling       | Nederland     |       |       |
| 6      | Jos Niesten     | Nederland     |       |       |
| 7      | Theun Busser    | Nederland     |       |       |
| 8      | Jan Kroon       | Nederland     |       |       |
| 9      | Jan Wessels     | Nederland     |       |       |
| 10     | Anne Postmus    | Nederland     |       |       |

1971 · 
1972 · 
1973 ·
1974 · 
1975 · 
1976 · 
1977 · 
1978 · 
1979 · 
1980 · 
1981 · 
1982 · 
1983 · 
1984 · 
1985 · 
1986 · 
1987 · 
1988 · 
1989 · 
1990 · 
1991 · 
1992 · 
1993 · 
1994 · 
1995 · 
1996 · 
1997 · 
1998 · 
1999 · 
2000 · 
2001 · 
2002 · 
2003 · 
2004 · 
2005 · 
2006 · 
2007 · 
2008 · 
2009 · 
2010 · 
2011 · 
2012 · 
2013 · 
2014 · 
2015 · 
2016 · 
2017 · 
2018 · 
2019 · 
2020 ·  
2021 · 
2022 · 
2023 · 
2024